# Alexander Aranburu Deba
Alexander Aranburu Deba   (Ezkio-Itsaso, 19 de setembre de 1995) és un ciclista basc, professional des del 2016. Actualment corre a l'equip Cofidis. En el seu palmarès destaca la victòria al Circuit de Getxo de 2018 i una etapa a la Volta al País Basc de 2021.

## Palmarès
- 2013
  -  Campió d'Espanya en ruta júnior
- 2015
  - 1r a la Xanisteban Saria
  - 1r a l'Oñati Saria
  - Vencedor d'una etapa de la Volta a Palència
- 2018
  - 1r al Circuit de Getxo
- 2019
  - Vencedor d'una etapa a la Volta a la Comunitat de Madrid
  - Vencedor d'una etapa a la Volta a Burgos
- 2021
  - Vencedor d'una etapa a la Volta al País Basc
- 2022
  - 1r al Tour del Llemosí i vencedor d'una etapa
- 2024
  -  Campió d'Espanya en ruta
  - Vencedor d'una etapa a la Volta a Bèlgica
- 2025
  - Vencedor d'una etapa a la Volta al País Basc

### Resultats a la Volta a Espanya
- 2018. 108è de la classificació general
- 2019. 94è de la classificació general
- 2020. 75è de la classificació general
- 2021. No surt a la 11a etapa

### Resultats al Tour de França
- 2021. 74è de la classificació general
- 2023. 52è de la classificació general
- 2024. 71è de la classificació general
- 2025. 81è de la classificació general